# Angelo Maria Dolci

Stema episcopală a cardinalului Angelo Maria Dolci

Angelo Maria Dolci (n. 12 iulie 1867, Civitella d'Agliano, Lazio, Regatul Italiei – d. 13 septembrie 1939, Civitella d'Agliano, Lazio, Regatul Italiei) a fost un arhiepiscop romano-catolic și cardinal italian, diplomat al Sfântului Scaun.

## Biografie
Născut la Civitella d'Agliano într-o familie originară din Orvieto, a intrat la seminarul din Bagnoregio în 1879 la vârsta de 12 ani. Apoi a intrat la Academia Pontificală Ecleziastică.
Hirotonit preot la vârsta de 22 de ani, la 5 iunie 1890, s-a făcut cunoscut superiorilor săi prin remarcabila sa inteligență și calitățile sale umane, astfel încât, la doar 32 de ani (19 aprilie 1900) a fost numit episcop de Gubbio de către papa Leon al XIII-lea.

### Cariera ecleziastică și diplomatică
În  1906 a fost numit legat apostolic în Ecuador, Bolivia și Peru și hirotonit episcop. Dolci a fost transferat la arhidioceza din Amalfi în 1911 și numit vicar apostolic de Constantinopol și titular al arhidiocezei de Gerapoli în 1914. În contextul Primului Război Mondial, la intervenția papei Benedict al XV-lea, Angelo Maria Dolci s-a remarcat prin salvarea prizonierilor români aflați la San Stefano.
În 1922 a fost numit nunțiu apostolic în Belgia, însă nu a luat niciodată în posesiune această nunțiatură întrucât a fost transferat, în 1923, la nunțiatura apostolică din România. Între anii 1923 și 1933 a fost nunțiu apostolic la București.
În data de 7 decembrie 1930 l-a hirotonit episcop pe István Fiedler în Catedrala din Oradea.
Papa Pius al XI-lea l-a creat cardinal în consistoriul din 13 martie 1933. În această calitate, Dolci a participat la conclavul din 1939, în care a fost ales papa Pius al XII-lea.